# Dipeptidasi
Le dipepditasi sono enzimi secreti dagli enterociti nell'intestino tenue.
Prendono parte alla degradazione proteica idrolizzando (scissione idrolitica) i dipeptidi nei singoli amminoacidi.